# جيغانسك
زهيغانسك (بالروسية: Жиганск) هي مدينة في جمهورية ياقوتيا في روسيا.
يبلغ عدد سكانها حوالي 3345 نسمة.

## المناخ
يظهر الجدول التالي التغييرات المناخية على مدار السنة لجيغانسك:
| البيانات المناخية لـجيغانسك        | البيانات المناخية لـجيغانسك | البيانات المناخية لـجيغانسك | البيانات المناخية لـجيغانسك | البيانات المناخية لـجيغانسك | البيانات المناخية لـجيغانسك | البيانات المناخية لـجيغانسك | البيانات المناخية لـجيغانسك | البيانات المناخية لـجيغانسك | البيانات المناخية لـجيغانسك | البيانات المناخية لـجيغانسك | البيانات المناخية لـجيغانسك | البيانات المناخية لـجيغانسك | البيانات المناخية لـجيغانسك |
| الشهر                              | يناير                       | فبراير                      | مارس                        | أبريل                       | مايو                        | يونيو                       | يوليو                       | أغسطس                       | سبتمبر                      | أكتوبر                      | نوفمبر                      | ديسمبر                      | المعدل السنوي               |
| ---------------------------------- | --------------------------- | --------------------------- | --------------------------- | --------------------------- | --------------------------- | --------------------------- | --------------------------- | --------------------------- | --------------------------- | --------------------------- | --------------------------- | --------------------------- | --------------------------- |
| الدرجة القصوى °م (°ف)              | −8.2 (17.2)                 | −10.1 (13.8)                | 6.5 (43.7)                  | 11.9 (53.4)                 | 28.5 (83.3)                 | 34.0 (93.2)                 | 34.6 (94.3)                 | 30.6 (87.1)                 | 25.0 (77.0)                 | 10.4 (50.7)                 | 1.7 (35.1)                  | −10.4 (13.3)                | 34.6 (94.3)                 |
| متوسط درجة الحرارة الكبرى °م (°ف)  | −35.5 (−31.9)               | −31.0 (−23.8)               | −18.1 (−0.6)                | −5.0 (23.0)                 | 6.0 (42.8)                  | 17.3 (63.1)                 | 21.4 (70.5)                 | 17.0 (62.6)                 | 7.9 (46.2)                  | −7.2 (19.0)                 | −25.8 (−14.4)               | −33.5 (−28.3)               | −7.2 (19.0)                 |
| المتوسط اليومي °م (°ف)             | −38.8 (−37.8)               | −34.4 (−29.9)               | −23.3 (−9.9)                | −10.6 (12.9)                | 1.5 (34.7)                  | 12.1 (53.8)                 | 16.1 (61.0)                 | 12.0 (53.6)                 | 3.7 (38.7)                  | −10.3 (13.5)                | −29.3 (−20.7)               | −36.9 (−34.4)               | −11.5 (11.3)                |
| متوسط درجة الحرارة الصغرى °م (°ف)  | −42.2 (−44.0)               | −38.2 (−36.8)               | −28.5 (−19.3)               | −16.6 (2.1)                 | −3.2 (26.2)                 | 7.1 (44.8)                  | 10.7 (51.3)                 | 6.9 (44.4)                  | −0.1 (31.8)                 | −13.6 (7.5)                 | −32.9 (−27.2)               | −40.5 (−40.9)               | −15.9 (3.3)                 |
| أدنى درجة حرارة °م (°ف)            | −59.6 (−75.3)               | −58.1 (−72.6)               | −51.9 (−61.4)               | −44.4 (−47.9)               | −22.6 (−8.7)                | −4.5 (23.9)                 | −2.1 (28.2)                 | −5.4 (22.3)                 | −21.7 (−7.1)                | −42.6 (−44.7)               | −53.4 (−64.1)               | −60.0 (−76.0)               | −60.0 (−76.0)               |
| الهطول مم (إنش)                    | 10.4 (0.41)                 | 11.4 (0.45)                 | 11.9 (0.47)                 | 12.4 (0.49)                 | 21.8 (0.86)                 | 36.2 (1.43)                 | 46.3 (1.82)                 | 45.8 (1.80)                 | 37.5 (1.48)                 | 37.4 (1.47)                 | 18.1 (0.71)                 | 13.6 (0.54)                 | 302.8 (11.93)               |
| متوسط أيام هطول الأمطار (≥ 0.1 mm) | 22.7                        | 17.7                        | 14.1                        | 11.8                        | 10.9                        | 13.1                        | 9.6                         | 12.1                        | 15.3                        | 25.6                        | 24.3                        | 20.8                        | 198                         |
| متوسط الرطوبة النسبية (%)          | 76.1                        | 76.0                        | 72.7                        | 63.0                        | 57.9                        | 61.3                        | 67.2                        | 76.1                        | 78.0                        | 85.0                        | 80.5                        | 76.0                        | 72.5                        |
| ساعات سطوع الشمس الشهرية           | 9.3                         | 96.6                        | 215.5                       | 286.5                       | 299.2                       | 330.0                       | 337.9                       | 243.4                       | 130.5                       | 57.4                        | 22.5                        | 0.0                         | 2٬028٫8                     |
| المصدر: climatebase.ru (1948–2011) |                             |                             |                             |                             |                             |                             |                             |                             |                             |                             |                             |                             |                             |